# Tournoi de Corinthe
 (mars 2013).
Si vous disposez d'ouvrages ou d'articles de référence ou si vous connaissez des sites web de qualité traitant du thème abordé ici, merci de compléter l'article en donnant les références utiles à sa vérifiabilité et en les liant à la section « Notes et références ».
En mai 1304, un grand tournoi est organisé sur l’isthme de Corinthe, dit Tournoi de Corinthe, par les princes d’Achaïe Philippe et Isabelle où se réunirent plus d’un millier de chevaliers des États latins, sorte de chant du cygne de la domination franque sur la Grèce.